# Liste der Stolpersteine in Pößneck
Im Gedenken an die jüdischen Opfer des Nationalsozialismus von 1933 bis 1945 finden sich in Pößneck zwölf Stolpersteine, welche von Gunter Demnig verlegt wurden.

## Familie Binder (Breite Straße)
In der Breiten Straße in der Pößnecker Innenstadt finden sich vier Stolpersteine im Gedenken an die Mitglieder der Familie Binder. Die jüdische Familie lebte und wirkte in der Breiten Straße 2. Die Mahnmale vor dem Wohn- und Geschäftshaus, das im Volksmund heute noch „Kaufhaus Binder“ heißt, erinnern an:
| Bild                                                     | Name                        | Ort, Adresse             | Geburtsdatum/-ort        | Inschrift | Kurzvita |
| -------------------------------------------------------- | --------------------------- | ------------------------ | ------------------------ | --- | --- |
| David Binder, Hedwig Binder, Adolf Binder, Esther Binder | Binder, David (Jakob)       | Pößneck, Breite Straße 2 | 21.07.1879 in Czernowitz | HIER WOHNTE DAVID JAKOB BINDER JG.1879 SCHUTZHAFT 1938 BUCHENWALD TOT AN HAFTFOLGEN 14.1.1939                                  | Beruf: Kaufhausbesitzer Schwester: Klara Chaia Felstyner geb. Binder - 1901 von England nach Leipzig, 1903 Umzug nach Erfurt, - 1906 in Pößneck, 1907 Eröffnung eines „Warenbasars“, - 1908: Hochzeit mit Hedwig Binder geb. Ullmann, - 1932/33: Leiter einer jüdischen Gemeinschaft (Betsaal im Haus), - April 1933: SA-Boykottaktion, - 1937: Deutsche Bank meldet der Gestapo, dass keine Verkaufs- und Auswanderungsinteresse besteht (Arisierung), - Am 10.11.1938 mit Sohn Adolf Binder in das KZ Buchenwald transportiert, Entlassung am 27.11.1938 (Sohn bleibt in Haft). - 11.01.1939 unterzeichnet Löschung der Firma aus dem Handelsregister, - Tod am 14. Januar 1939 an den Folgen der KZ-Haft im Krankenhaus Pößneck verstorben (Schlaganfall). |
| David Binder, Hedwig Binder, Adolf Binder, Esther Binder | Binder, Hedwig geb. Ullmann | Pößneck, Breite Straße 2 | 13.02.1881 in Rottweil   | HIER WOHNTE HEDWIG BINDER GEB. ULLMANN JG. 1881 FLUCHT 1936 ENGLAND ZURÜCKGEKEHRT 1938 DEPORTIERT 1942 BELZYCE ERMORDET        | Beruf: Stütze (Dienstmädchen) - 1936 Emigration nach England – 1938 Rückkehr nach der Inhaftierung des Ehemannes, - Januar 1939: Erbin des Vermögens und Geschäftsverwaltung – Sohn und Tochter sollen über Hachschara einen Weg zur Auswanderung finden, - September 1939: Zwangsverkauf des Kaufhauses und sämtlichen beweglichen Vermögens an Gebrüder Metzel, „Arisierungsbeauftragter“ ist RA Dr. Kurt Pfeifer – Frau Binder wird im Turmzimmer des Gebäudes unter ärmlichen Bedingungen einquartiert, - 1941: „Judenstern“ und Einschränkungen bei Brotmarken, - 10. Mai 1942 Deportation in das Ghetto Belzyce im Distrikt Lublin; 12. Mai 1942 Ankunft im Distrikt Lublin, - 1950 vom Amtsgericht Pößneck für tot erklärt.                            |
| David Binder, Hedwig Binder, Adolf Binder, Esther Binder | Binder, Adolf (Milian)      | Pößneck, Breite Straße 2 | 14.01.1920 in Jena       | HIER WOHNTE ADOLF MILIAN BINDER JG. 1920 SCHUTZHAFT 1938 BUCHENWALD 1940 ARBEITSLAGER GRÜNER WEG PADERBORN SCHICKSAL UNBEKANNT | Beruf: Tischlerlehre (1936/37 – Zwangsabbruch der Lehre) - Abschluss der Oberrealschule Pößneck - 21.01.1932 Bar Mizwa - 10.11.1938 „Schutzhaft“ im KZ Buchenwald, Entlassung am 16.01.1939, - im September 1940 im Arbeitslager „Grüner Weg“ in Paderborn gemeldet, hier vorher „Hachschara“ – Abgang nach Pößneck wird vermerkt, - weiteres Schicksal unbekannt, vermutlich „illegale Auswanderung“ (Exil). |
| David Binder, Hedwig Binder, Adolf Binder, Esther Binder | Binder, Esther (Malke)      | Pößneck, Breite Straße 2 | 19.06.1924 in Jena       | HIER WOHNTE ESTHER MALKE BINDER JG. 1924 DEPORTIERT 1943 AUSCHWITZ ERMORDET JAN 1945                                           | Beruf: Praktikantin für Landwirtschaft (Hachschara) - 1934/35 – Abbruch der Bürgerschule Pößneck, - Besuch der Carlebachschule / Höhere Israelitischen Schule in Leipzig - bis 21.04.1940 wohnhaft gemeldet in Leipzig: Jacobstraße 7II - Sommer 1940: Hachschara im Landwerk Ahrensdorf, - 27.05.1941 Überführung ins Sammel- und Arbeitslager Neuendorf am Sande, gemeinsam mit den letzten verbliebenen „Hachschara-Kameraden“ um die Lehrerin Clara Grunwald und die Zeitzeugin Esther Bejarano. - 19.04.1943 Deportation mit dem 37. Osttransport von Berlin ins KZ Auschwitz, dort nach Angaben der Zeitzeugin und Holocaust-Überlebenden Martha Trabert im Januar 1945 ermordet. - 1950 vom Amtsgericht für tot erklärt.                               |

## Familie Falkenstein (Tuchmacherstraße)
Im Gedenken an das Ehepaar Falkenstein finden sich zwei Stolpersteine vor dem ehemaligen Wohn- und Geschäftshaus in der Tuchmacherstraße 25. Die Stolpersteine erinnern an das Schicksal von:
| Bild               | Name                               | Ort, Adresse                 | Geburtsdatum/-ort | Inschrift | Kurzvita |
| ------------------ | ---------------------------------- | ---------------------------- | --- | --- | --- |
|                    | Falkenstein, Esther geb. Bernstein | Pößneck, Tuchmacherstraße 24 | 10.10.1898 in Suwalki | HIER WOHNTE ESTHER FALKENSTEIN GEB. BERNSTEIN JG. 1898 DEPORTIERT 1942 THERESIENSTADT 1943 AUSCHWITZ ERMORDET | Tochter: Edith Falkenstein (*10.01.1923) ist am 26.05.1931 bei einem Verkehrsunfall verstorben, - 19.09.1942 – Deportation von Weimar über Leipzig in das Ghetto Theresienstadt, - 28.01.1943 – Deportation in das KZ Auschwitz, mutmaßlich nach Selektion in Gaskammer ermordet. |
| Falkenstein, Harry | Pößneck, Tuchmacherstraße 24       | 16.12.1887 in Ermsleben      | HIER WOHNTE HARRY FALKENSTEIN JG. 1887 SCHUTZHAFT 1938 BUCHENWALD DEPORTIERT 1942 THERESIENSTADT 1943 AUSCHWITZ ERMORDET | Beruf: Tuchwarenhändler / Handelsvertreter Schwester: Frieda Weinzweig geb. Falkenstein - 19.09.1942 – Deportation von Weimar über Leipzig in das Ghetto Theresienstadt, - 28.01.1943 – Deportation in das KZ Auschwitz, mutmaßlich nach Selektion in Gaskammer ermordet. | |

## Familie Benjamin (Friedrich-Engels Straße)
Die Stolpersteine der Familie Benjamin liegen vor dem Wohnhaus in der Friedrich-Engels-Straße 15 in Pößneck. Zwischen 1926 und 1930 lebte die Familie in der Breiten Straße und ab ca. 1934 in der Gustav-Vogel-Straße (heute Friedrich-Engels-Straße) in Pößneck. Das Ehepaar betrieb eine Wäscherei- und Färbereifiliale am prominenten Platz im Gebäude am Markt 6. Im Zuge der Novemberpogrome 1938 wurde der Familienvater am 10. November 1938 in das Konzentrationslager Buchenwald verbracht und gezwungen seine wirtschaftliche Existenz aufzugeben. Etwa ab 1941 musste die Familienmitglieder den Judenstern tragen. Die Stolpersteine erinnern an:
| Bild                          | Name                                | Ort, Adresse                        | Geburtsdatum/-ort                                                                  | Inschrift | Kurzvita |
| ----------------------------- | ----------------------------------- | ----------------------------------- | ---------------------------------------------------------------------------------- | --- | --- |
|                               | Benjamin, Alexander                 | Pößneck, Friedrich-Engels-Straße 15 | 18.06.1883 in Uelzen                                                               | HIER WOHNTE ALEXANDER BENJAMIN JG. 1883 SCHUTZHAFT 1938 BUCHENWALD DEPORTIERT 1942 BELZYCE ERMORDET | Beruf: Färbereibesitzer - entstammt jüdischer Kaufmannsfamilie aus Uelzen (Vater Eduard Benjamin), - lebte in erster Ehe mit Henriette Benjamin (gest. 20.04.1911) in Weimar, - 1920er – Übernahme einer „Färberei und chemischen Reinigungsanstalt“ als „Gollmanns Nachfolger“, - 1914–1918 – Soldat im Ersten Weltkrieg, in Gefangenschaft bis 1920 – Träger des Eisernen Kreuz, - laut Adressbuch wohnhaft ab 1921 am Marienplatz 5, 1926 bis 1926 in Breite Straße 18, ab 1934 in Gustav-Vogel-Straße, - 10.11.1938 „Schutzhaft“ im KZ Buchenwald, Entlassung am 26.11.1938, - 10. Mai 1942 Deportation in das Ghetto Belzyce im Distrikt Lublin; 12. Mai 1942 Ankunft im Distrikt Lublin, |
| Benjamin, Sophie geb. Franke  | Pößneck, Friedrich-Engels-Straße 15 | 12.10.1884 in Prichsenstadt         | HIER WOHNTE SOPHIE BENJAMIN GEB. FRANKE JG. 1884 DEPORTIERT 1942 BELZYCE ERMORDET  | - 10. Mai 1942 Deportation in das Ghetto Belzyce im Distrikt Lublin; 12. Mai 1942 Ankunft im Distrikt Lublin, - Mit Deportation der Familie Benjamin verfielen der gesamte Besitz, die Grundstücke und alle Wertgegenstände verfielen an das Deutsche Reich (Sicherungsanordnung). | |
| Rosenthal, Ilse geb. Benjamin | Pößneck, Friedrich-Engels-Straße 15 | 25.07.1913 in Uelzen                | HIER WOHNTE ILSE BENJAMIN JG. 1913 DEPORTIERT 1942 BELZYCE ERMORDET                | Beruf: Geschäftsgehilfin - 08.08.1941 – Ilse Benjamin heiratete Max Rosenthal aus Apolda (siehe Liste der Stolpersteine in Apolda), - beteiligte sich am Viehhandel ihres Schwiegervaters, - 10. Mai 1942 Deportation in das Ghetto Belzyce im Distrikt Lublin; 12. Mai 1942 Ankunft im Distrikt Lublin, | |
| Abraham, Gerda geb. Benjamin  | Pößneck, Friedrich-Engels-Straße 15 | 30.10.1910 in Weimar                | HIER WOHNTE GERDA BENJAMIN GEB. BENJAMIN JG. 1913 DEPORTIERT 1942 BELZYCE ERMORDET | Beruf: Dienstmädchen - Tochter aus erster Ehe des Vaters mit Henriette Benjamin, - 1936 – Eheschließung mit Herrn Abraham in Pößneck (1938 Scheidung) - im Mai 1938 wohnhaft in Pößneck, ab 1939 als dauerhafte Betreuungshilfe für die gehbehinderte Tochter im Haushalt der Familie Meyerstein in Jena wohnhaft, (siehe Liste der Stolpersteine in Jena) - 10. Mai 1942 Deportation in das Ghetto Belzyce im Distrikt Lublin; 12. Mai 1942 Ankunft im Distrikt Lublin, - nicht-amtliche, jüdische Hochzeit im Ghetto mit Werner Meyerstein, - 1953 vom Amtsgericht Pößneck für tot erklärt. | |

## Leo Schorr (Diezstraße)
Der Professor für Steuerrecht und Bücherrevisor, a. D. zog Anfang der 20er Jahre von Jena nach Pößneck, vermutlich um hier seinen Ruhestand zu planen und ein „gut-bürgerliches“ Familienleben in der kleinen Industrie- und Handelsstadt zu realisieren. Die Tochter heiratete den Studienrat Dr. Max Nette der an der Bürgerschule Pößneck unterrichtete, und auf Grund dieser Ehe seinen Beruf aufgeben musste. Ein Stolperstein vor dem Villenhaus in der Diezstraße 37 erinnert an:
| Bild | Name        | Ort, Adresse           | Geburtsdatum/-ort:         | Inschrift | Kurzvita |
| ---- | ----------- | ---------------------- | -------------------------- | --- | --- |
|      | Schorr, Leo | Pößneck, Diezstraße 37 | 19.06.1881 in Kopytschynzi | HIER WOHNTE LEO SCHORR JG. 1881 VERHAFTET 1941 'RASSENSCHANDE' BUCHENWALD VERLEGT 14.3.1942 BERNBURG ERMORDET 14.03.1942 | Beruf: Buchhändler und Professor für Steuerrecht, a. D. - verheiratet mit Marie Schorr geb. Mayer - Kinder: Meta Nette geb. Schorr (* 1912), (Enkeltochter Gerda Schorr-Salazar (* 1937)) - laut Adressbuch seit 1921 wohnhaft in Pößneck, Unter der Altenburg 17, ab 1926 im Privathaus in der Diezstraße 37, - 10.11.1938 „Schutzhaft“ im KZ Buchenwald, Entlassung am 28.11.1938, - 1939 – Beschlagnahmung des Radioempfängers, - 1939 – Vermögensverlust nach Sicherungsanordnung des Oberfinanzpräsidenten Thüringen, - Juni 1941 – Anzeige wegen Nötigung einer „deutschen Frau“ – Festnahme und Polizeihaft durch Kriminalpolizei Pößneck zum 60. Geburtstag, - Juli 1941 bis März 1942 erneute „Schutzhaft“ im KZ Buchenwald - 14.03. 1942 – Deportation in die Euthanasie- und Tötungsanstalt Bernburg (Sonderaktion T4) – Ermordung durch Gas unmittelbar nach der Ankunft. |

## Adolf Mayer (Kastanienallee)
Die Familien von Adolf Mayer und Leo Schorr waren Nachbarn und zogen ungefähr zur gleichen Zeit nach Pößneck, wodurch sich ein freundschaftliches Verhältnis entwickelte. Der aus Hanau stammende Adolf Mayer erarbeitete sich eine vorbildliche Karriere im Verlagswesen und trug als Werbeleiter und später Verlagsdirektor wesentlich zur Firmengeschichte des Vogel-Verlags in Pößneck bei. Vor dem Einfamilienhaus in der Kastanienallee 5 findet sich ein Stolperstein im Gedenken an:
| Bild | Name         | Ort, Adresse              | Geburtsdatum/-ort   | Inschrift                                                                                             | Kurzvita |
| ---- | ------------ | ------------------------- | ------------------- | --- | --- |
|      | Mayer, Adolf | Pößneck, Kastanienallee 5 | 23.07.1881 in Hanau | HIER WOHNTE ADOLF MAYER JG. 1881 'SCHUTZHAFT' 1938 BUCHENWALD DEPORTIERT 1945 THERESIENSTADT ÜBERLEBT | Beruf: Verlagsdirektor - Kindheit nach frühem Tod der Mutter im hessischen Friedberg, - kaufmännische Lehre bei Onkeln in Berlin und Frankfurt/Main, - 1901 – von der Hilfskraft zum „Propaganda-Leiter“ in der Textilzeitschrift Der Konfektionär und 1906–1919 im Ullstein-Verlag - 1905 – Hochzeit mit Johanna Mayer (Arbeiterfamilie), - Kinder: Vier Töchter - 1915 bis 1918 – Unteroffizier im Ersten Weltkrieg (Sanitäter in Landwehrdivision), - ab 1919 Werbeleiter im Gerold-Verlag und schließlich 1920 im Vogel-Verlag in Pößneck, - ab 1921 bis 1935 als Verlagsdirektor im Vogel-Verlag führend tätig, - 1937 erfolgt Zwangsentlassung ohne Entschädigung in Folge der Verordnung der Reichspressekammer zur Entfernung aller nicht-arischen Mitarbeiter, - 10.11.1938 „Schutzhaft“ im KZ Buchenwald, Entlassung am 07.12.1938, - 1939 bis 1940 – Hilfsarbeiter bei der Firma Schultius in Saalfeld durch Eigeninitiative (ohne Sonderzuteilungen, Stundenlohn: 60 Pfg.), - 1940 bis 1942 – Hilfsarbeiter bei der Firma Thüringer Polsterfaser (12-Stunden-Tag am Hochofen), danach Sägewerk Gebr. Krause, - 1942 – körperlicher Zusammenbruch, - 1942 – Lagerarbeiter in der Firma Hugo Koch, - 31.01.1945 – Deportation in das Ghetto Theresienstadt, Übernahme durch das Internationale Komitee vom Roten Kreuz (IKRK) am 05.05.1945, - 12.06.1945 – Rückkehr nach Pößneck aus Theresienstadt in Folge der Befreiung des Lagers am 08.05.1945 durch die Rote Armee. |